# Райт (лунный кратер)
Кратер Райт (лат. Wright), не путать с кратером Райт на Марсе, — крупный молодой ударный кратер в южном полушарии видимой стороны Луны. Название присвоено в честь американского оптика и геофизика Фредерика Райта (1877—1953); английского астронома и математика Томаса Райта (1711—1786) и американского астронома Уильяма Хэммонда Райта (1871—1959); утверждено Международным астрономическим союзом в 1964 г. Образование кратера относится к эратосфенскому периоду.

## Описание кратера

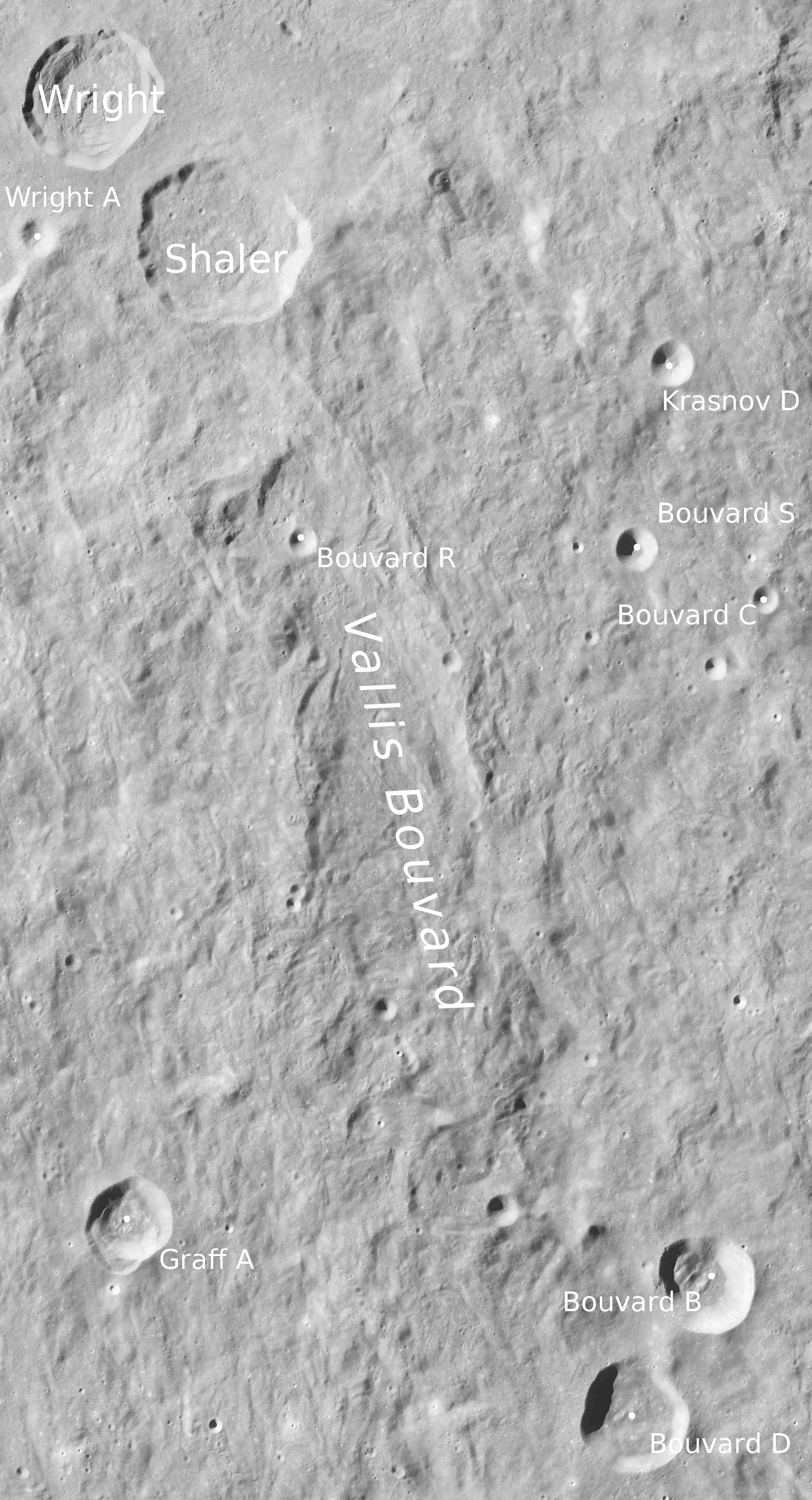
Окрестности кратера Райт. Снимок зонда Lunar Reconnaissance Orbiter.

Кратер Райт располагается в равнинной местности между горами Рук и Кордильеры, окружающими Море Восточное. Ближайшими соседями кратера являются кратер Шулейкин на северо-западе; кратеры Петтит и Никольсон на севере; кратер Краснов на востоке-северо-востоке; кратер Шейлер на юго-востоке и кратер Фокас на западе-юго-западе. На юге-юго-востоке от кратера Райт расположена долина Бувара. 

Селенографические координаты центра кратера 31°33′ ю. ш. 86°44′ з. д. / 31,55° ю. ш. 86,74° з. д., диаметр 40,2 км, глубина 4030 м.

Кратер Райт имеет полигональную форму и незначительно разрушен. Вал с четко очерченной острой кромкой, в северной части имеет понижение. Внутренний склон крутой, со следами обрушения образовавшими уступы на склоне. Высота вала над окружающей местностью достигает 1020 м, объем кратера составляет приблизительно 1100 км³.  Дно чаши пересеченное, с хаотично расположенными хребтами и отдельно стоящими холмами.

## Сателлитные кратеры

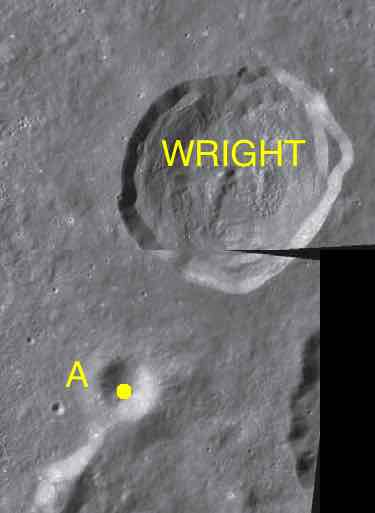
Фрагменты карт LAC-91, LAC-123.

| Райт | Координаты                                            | Диаметр, км |
| ---- | ----------------------------------------------------- | ----------- |
| A    | 32°49′ ю. ш. 87°19′ з. д. / 32,82° ю. ш. 87,31° з. д. | 11,3        |

## См.также
- Список кратеров на Луне
- Лунный кратер
- Морфологический каталог кратеров Луны
- Планетная номенклатура
- Селенография
- Минералогия Луны
- Геология Луны
- Поздняя тяжёлая бомбардировка